# Alsodidae
Alsodidae é uma família de anfíbios da ordem Anura. Está distribuída na América do Sul.

## Taxonomia
O grupo foi considerado uma tribo dentro da subfamília Cycloramphinae. Em 2006 foi elevado a subfamília dentro da Cycloramphidae. Em 2011, um estudo molecular amplo reconheceu o clado como uma família distinta.
São reconhecidos três gêneros para esta família:
- Gênero Alsodes Bell, 1843
- Gênero Eupsophus Fitzinger, 1843
- Gênero Limnomedusa Fitzinger, 1843